# James Fenimore Cooper Prize
Der James Fenimore Cooper Prize war ein alle zwei Jahre vergebener Literaturpreis der Society of American Historians für historische Romane zur amerikanischen Geschichte. Er wird seit 1993 vergeben, ist mit 2000 Dollar dotiert und war lange Zeit nach dem bekanntesten US-amerikanischen Autor des 19. Jahrhunderts von historischen Romanen, James Fenimore Cooper, benannt. Seit 2018 ist die Auszeichnung umbenannt worden in Society of American Historians Prize for Historical Fiction.

## Preisträger
- 1993: Der Schamane (The Shaman) von Noah Gordon
- 1995: In the Lake of the Woods (Geheimnisse und Lügen) von Tim O’Brien um einen Politiker, den seine Vietnam-Vergangenheit einholt
- 1997: The Cattle Killing von John Edgar Wideman über Afroamerikaner im Philadelphia des 18. Jahrhunderts
- 1999: Gain von Richard Powers (die Geschichte einer Chemiefabrik und einer Frau, die durch diese Krebs bekommt)
- 2001: A Dangerous Friend von Ward Just über einen Politikwissenschaftler im Vietnam des Jahres 1965 und Bone by Bone von Peter Matthiessen, dem dritten Teil seiner Everglades-Trilogie um einen entflohenen Mörder, der sich im 19. Jahrhundert in Florida eine Zuckerplantage aufbaut
- 2003: Paradise Alley von Kevin Baker über die Aufstände in New York 1863 anlässlich der Einberufungen für die Unionsarmee im Bürgerkrieg
- 2005: Verschwörung gegen Amerika (The Plot Against America) von Philip Roth
- 2007: The Last Town on Earth von Thomas Mullen über eine Kleinstadt in den USA während der großen Pandemie von 1918
- 2009: Loving Frank von Nancy Horan über Martha Borthwick und Frank Lloyd Wright
- 2011: Matterhorn: A Novel of the Vietnam War von Karl Marlantes
- 2013: Remember Ben Clayton von Stephen Harrigan, über einen Bildhauer in Texas nach dem Ersten Weltkrieg, der für einen Rancher ein Denkmal seines gefallenen Sohnes errichten soll
- 2015: Saint Monkey von Jacinda Townsend über eine afroamerikanische Jazzpianistin, die aus Kentucky nach Harlem in New York kommt
- 2017: kein Preis vergeben
- 2019: There There von Tommy Orange
- 2021: Conjure Women von Afia Atakora

## Belege
1. ↑  Society of American Historians Prize for Historical Fiction (formerly known as the James Fenimore Cooper Prize), abgerufen am 11. Dezember 2018.